# オルトギースピストル
オルトギースピストル（ドイツ語: Ortgies-Pistole）は、第一次世界大戦直後のドイツでハインリッヒ・オルトギースによって設計され、ドイチェヴェルケで製造されたハンマーレスの半自動拳銃である。この拳銃は安価ではあったが製品自体の品質は高く、当時の射撃競技会でかなりの成功を収めた。また、アメリカにも輸出され人気を博した。

## 構造

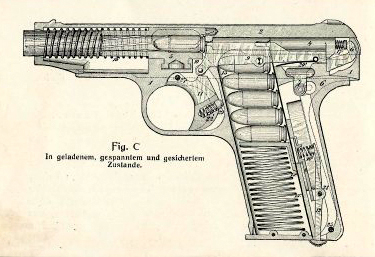
オルトギースピストルの構造図

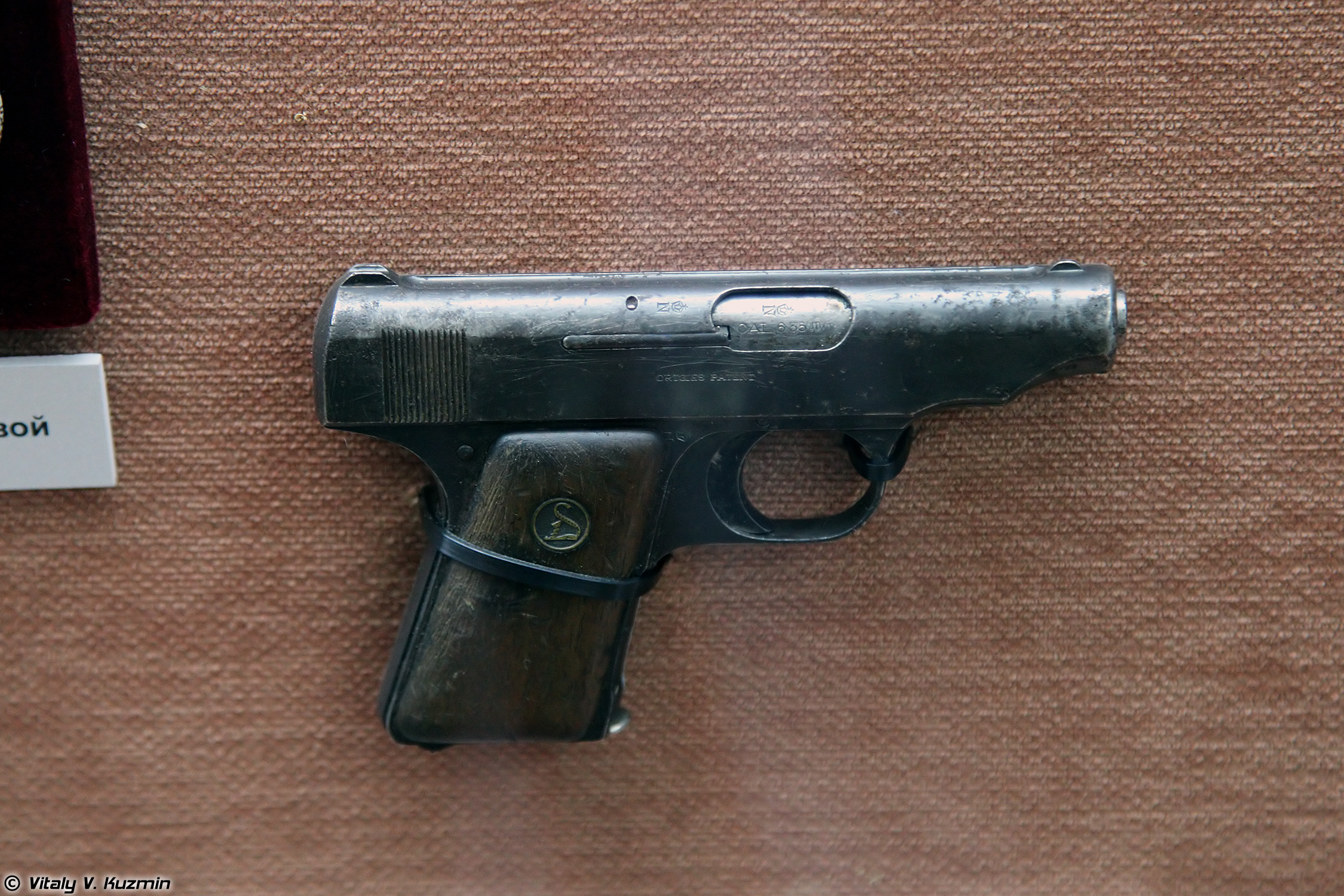
.25ACP弾仕様のオルトギースピストル。他の口径の製品よりも一回り小型である

オルトギースピストルは口径6.35mm、7.65mm、9mmのバリエーションが設定されたが、いずれの仕様も作動機構としてブローバック方式を採用していた。高価な拳銃ではなかったが、当時としては先進的な設計を持ち、部品点数が比較的少なく、汚損に対する密閉性に優れた構造を有していた。金属部品は鍛造または機械加工から製作された。殆どの製品は組み立てにねじを使用しておらず、木製グリップパネルも金属製のクリップで固定していたが、一部製品ではグリップパネルの固定用に1本のネジが組み込まれている例もあった。この拳銃はハンマーレス式であり、ばねの力で作動する撃針によって撃発が行われた。初期のコルトやブローニングのポケットピストルのように、オルトギースピストルの撃針は発砲後にスライドを後退させるエジェクターとして機能した。
しばしオルトギースピストルの特徴としてグリップセーフティと弾倉が挙げられる。グリップの後面にはめ込まれたレバー状のセーフティを有し、銃をコックした状態でスライドの下のボタンを押し込むと、撃針からのばねの張力によってレバーがグリップの後方に押し出されて安全状態になった。また、安全装置を作動させると同時に、発射ピンのスプリングの張力を減少させる役目も果たした。セーフティはレバーをフレーム側に押し込みロックすることで解除された。すなわち、手で押し込むと解除され、手を緩めるだけで作動する一般的なグリップセーフティとは取り扱い方法が異なる。
また、少なくとも初期のオルトギースピストルの弾倉は7.65mm（別名.32ACP弾）と9mmクルツ（別名.380ACP弾）の両方の弾薬を装填することができ、どちらの口径の製品にも挿入可能であった。弾倉の片面には7.65mm用のマークと、その弾薬が装填された時の弾数を示す7つの穴があり、もう片面には9mmカートリッジ用の同様のマークと穴があった。新しい製品では口径ごとに専用の弾倉が用意された。

## 歴史

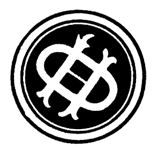
1919年から1921年までのマーク

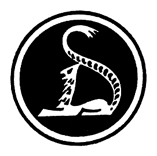
1921年から生産終了までのマーク

ハインリッヒ・オルトギースは第一次世界大戦中に住んでいたベルギーのリエージュでこの拳銃を設計した。戦後、オルトギースはドイツのエアフルトに移り、1919年から自身の工場での拳銃の製造を開始した。スライドには「Ortgies & Co. - Erfurt」の刻印が、グリップにある真鍮製のメダリオンには様式化された「HO」のマークがデザインされていた。オルトギースの有する生産能力では高まる需要を満たせなくなったため、彼は1921年に製造権と機械設備を売却し、最終的に彼の拳銃の生産はベルリンに本社を置く造船会社のドイチェヴェルケに引き継がれた。その後スライドの刻印は 『Deutsche Werke Aktiengesellschaft Berlin 』に変更された後、『Deutsche Werke Aktiengesellschaft Werke Erfurt 』を経て、最終的に『Deutsche Werke - Werke Erfurt 』まで短縮された。比較的遅い時期に生産された製品は、メダリオンとスライドのマークがS字の長い尾のしゃがんだ猫を様式化した新しい商標に置き換えられた。
当時のドイツの一般的な経済状況を考慮して、工場では大半がブルーイング、稀にニッケル仕上げで製造された。後者の仕上げは、マット仕上げかブライト仕上げのどちらかであった。オルトギースピストルは、セールス用のサンプルなど一部を除いてクロムの仕上げや工場でのエングレーブが施されたものはなかった。 オルトギースピストルの製造は1924年に打ち切られた。

## 使用
オルトギースはバランスのとれた頑丈な銃で、競技射撃での評判も上々であった。1921年には主要な射撃競技会の約70%の入賞者がオルトギース7.65mmピストルを選択しており、1921年9月26日にドイツのハレンゼーで開催されたドイツ選手権ではオルトギースピストルを使用した参加者が優勝した。また、ドイツ国外では著名な銀行強盗のジョン・デリンジャーがオルトギースピストルを所持していた。
公的機関の運用としては.25 ACP弾仕様と.32 ACP弾仕様の数百丁のオルトギースピストルが第二次世界大戦中にフィンランドの刑務所当局で使用されていたほか、日本軍においても関東憲兵隊への配備が記録されている。

## 登場作品
J・D・サリンジャーの短編小説『バナナフィッシュにうってつけの日』の終盤でシーモア・グラースが7.65mm仕様を自決に使用している。
『バビロン・ベルリン』のシーズン1エピソード5では、登場人物のアレクセイ・ カルダコフの銃撃に用いられた拳銃が6.35mm仕様のオルトギースピストルであると警察で鑑定されている。